# Yannoh
Lo yannoh, detto anche caffè yannoh, è una miscela di cereali tostati con cui si prepara una bevanda dal sapore simile al caffè, ma senza caffeina. La ricetta è stata ideata dal giapponese Georges Ohsawa, considerato il fondatore della macrobiotica.
Gli ingredienti sono, in percentuali variabili a seconda del produttore, orzo, cicoria, segale e ghiande, tutti tostati. Alcuni produttori usano al posto delle ghiande tostate i ceci tostati. È venduto macinato, da preparare come il caffè con la moka, oppure solubile, in polvere o bustine. Il caffè yannoh ha un sapore gradevole e piuttosto deciso, molto più intenso del comune caffè d'orzo.
Lo yannoh  ha i seguenti valori nutrizionali indicativi (per 100 grammi):
- apporto energetico: 380 Kcal;
- carboidrati: 90 grammi;
- proteine: 3,8 grammi;
- grassi: 0,3 grammi.

Lo yannoh, come altre bevande tra cui il tè kukicha, il tè mu e il caffè di tarassaco, è considerato una valida alternativa al caffè o al tè per chi non desidera assumere caffeina. È da notare che anche il caffè decaffeinato contiene una piccola percentuale di caffeina, mentre lo yannoh ne è totalmente privo.